# Setophaga adelaidae
Setophaga adelaidae là một loài chim trong họ Parulidae.
Đây là loài đặc hữu Puerto Rico.